# Dactylolabis parviloba
Dactylolabis parviloba är en tvåvingeart som beskrevs av Alexander 1944. Dactylolabis parviloba ingår i släktet Dactylolabis och familjen småharkrankar. Inga underarter finns listade i Catalogue of Life.